# Бомбардування Швейцарії

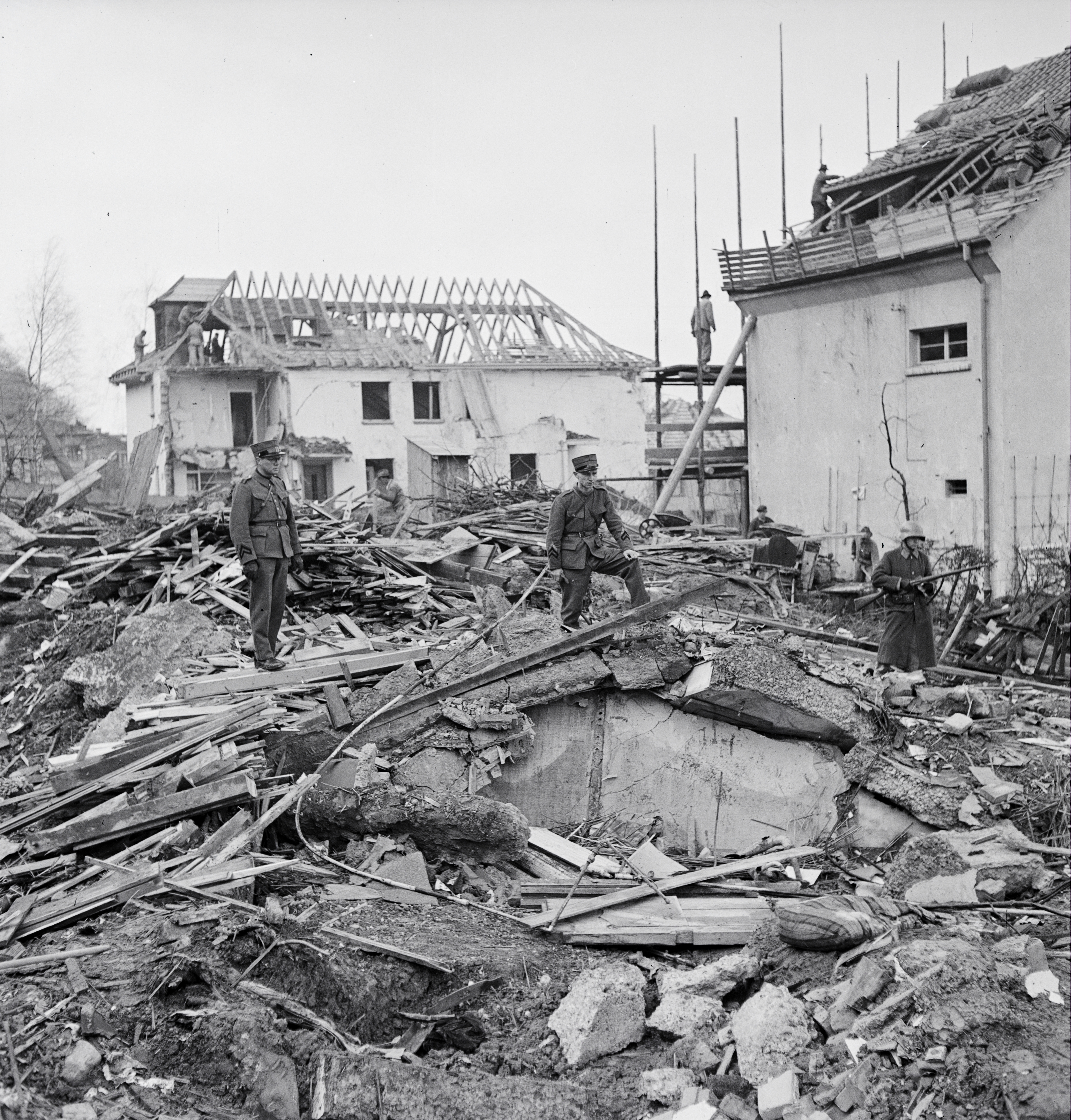
Бомби, скинуті ВПС США у районі Мільхбук, Цюрих-Оберштрас, 4 березня 1945 р.

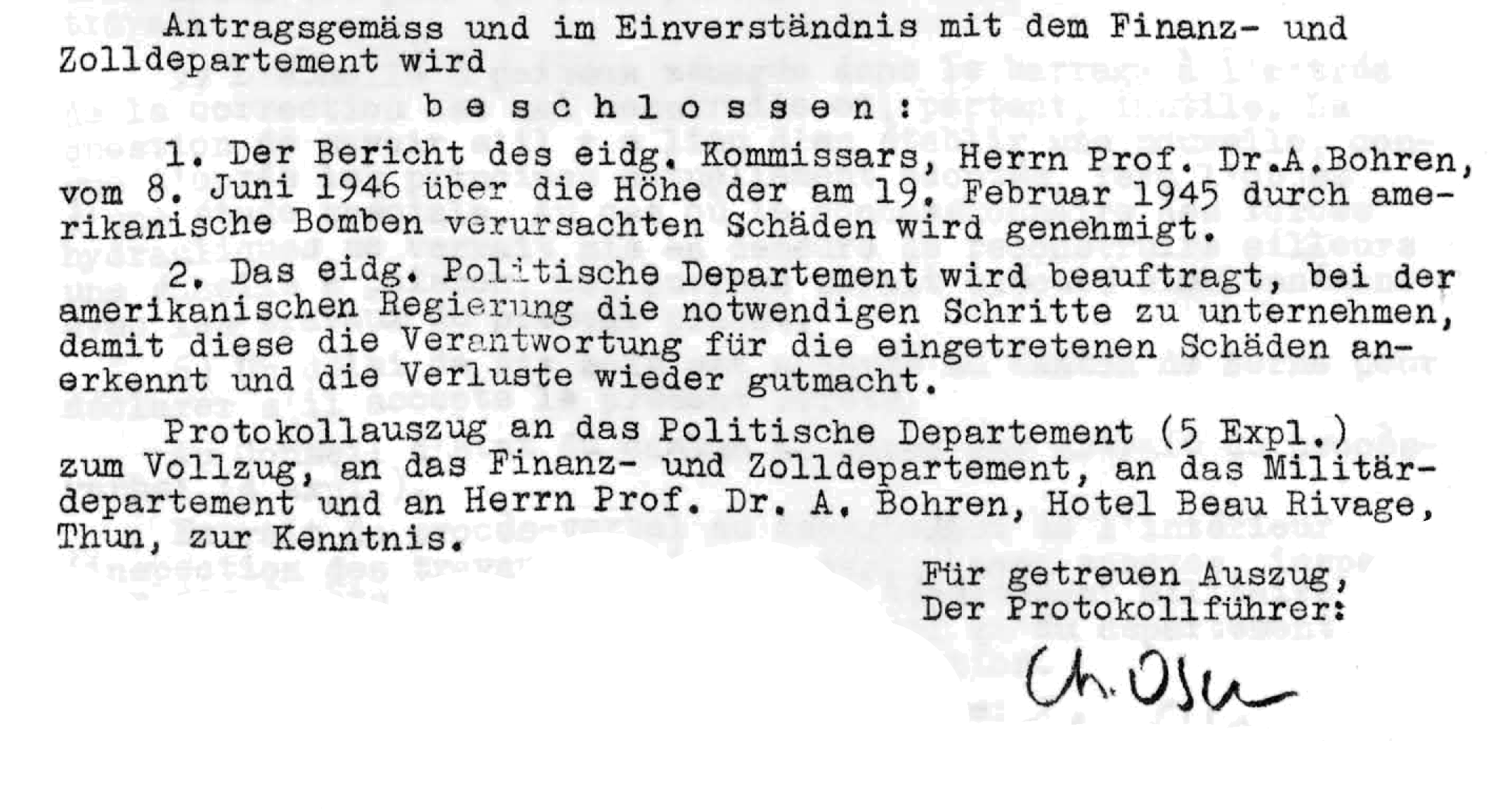
Рішення Федеральної ради про пошкодження внаслідок бомбардування 19 лютого 1945 р., кантон Аргау.

Бомбардування Швейцарії англо-американською авіацією під час Другої світової війни офіційно пояснюються помилками навігації. Існує й інша теорія, яка пояснює авіанальоти помстою Швейцарії за постачання зброї нацистській Німеччині (компаніями SIG Sauer та ін.), проте ця теорія в даний час вважається спростованою. При цьому Вінстон Черчилль справді якийсь час розглядав можливість бомбардування залізничних колій, які нейтральна Швейцарія дозволила державам Осі використати під час Другої світової війни.

## Перелік бомбардувань
У період з 1939 по 1945 рік у Швейцарії від британських та американських бомб загинуло 84 особи, і ще кілька сотень були поранені.
- У ніч з 16 на 17 грудня 1940 р. Базель і Біннінген зазнали бомбардування Королівськими ВПС . Було четверо загиблих[3]
- 23 грудня 1940 р. зазнав бомбардування залізничний віадук Віпкінг у Цюриху. Одна людина загинула, декілька отримали поранення. На завод зубчастих колес Maag впало понад 50 запальних бомб. Реальною метою був Мангеймський моторний завод (MWM, сьогодні Caterpillar Energy Solutions); очевидно, через погану погоду деякі пілоти збилися з курсу і прийняли Цюрих за відповідне альтернативне місце призначення. Після нападу серед швейцарців поширилися чутки про підготовку вторгнення у помсту за те, що цією залізничною гілкою завод Maag доставляв озброєння до Німеччини і перевозили вугілля з Німеччини до Італії[4]

У 1941 і 1942 роках союзники майже не робили польотів над територією Швейцарії, частково через заходи по затемненню, введені Швейцарією внаслідок дипломатичного тиску з боку Німеччини, що заважало пілотам орієнтуватися. Протягом 1942 року кількість польотів над територією Швейцарії знову побільшало.
- 17 травня 1943 р: бомбардування Ерлікона, Цюрих[6]
- У ніч з 12 на 13 липня 1943 року Ригісберг зазнав атаки британського бомбардувальника, який скинув понад 200 бомб загальною масою 1,2 тонн, при цьому було завдано великих матеріальних збитків. Пілот скинув бомби, оскільки він хотів перелетіти через грозову хмару і позбавився зайвої тяжкості. Бомбардувальник входив до складу ескадрильї приблизно з 100 британських Avro Lancaster, яка вночі перетнула Швейцарію з півночі в пункт призначення Турин в Італії, і потрапила під фен з сильними грозами. Одночасно ескадрилья зазнала зенітного обстрілу протиповітряної оборони з боку гірського перевалу Коль-дю-Маршерю (Col du Marchairuz). Також ескадрилья, мабуть, здійснила аварійні скидання бомб над Валь-де-Рус, у Фламата, у Лютрі та у Шініге-Платте, які завдали меншої шкоди. Внаслідок обстрілу біля Ле-Буври та Сьйону розбилися два бомбардувальники, екіпажі загинули[7][8][9][10].

З жовтня 1943 року, також під тиском Німеччини, швейцарські ВПС відновили заходи з перехоплення, які були припинені з червня 1940 року, причому основною спробою було змусити бомбардувальники союзників приземлитися у Швейцарії.

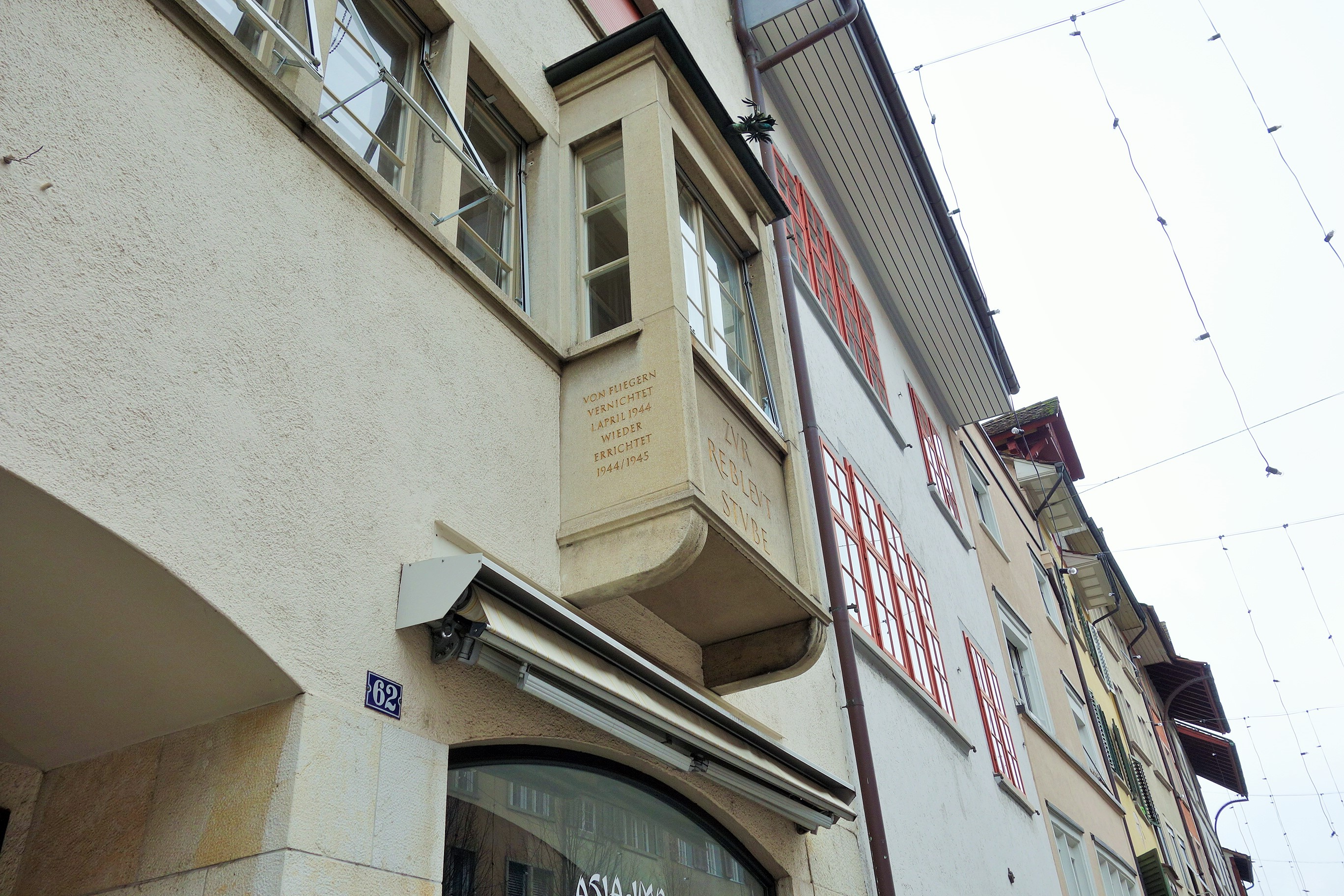
Шаффгаузен, напис на еркері: «Знищений льотчиками 1 квітня 1944 р., перебудований у 1944/1945 рр.»

- Під час бомбардування Шаффгаузена 1 квітня 1944 року, найбільшій атаці в історії швейцарської федеральної держави, загинуло 40 осіб і близько 270 людей було поранено, деякі серйозно[11][12][6][13][14][15]
- У жовтні 1944 року при авіанальоті на Ле-Нуармон було поранено двох людей.
- 9 листопада 1944 р. американські бомбардувальники скинули 20 осколково-фугасних бомб на село Райнсфельден у Глатфельдені. В результаті троє людей загинули і кілька отримали поранення. Було пошкоджено залізничний віадук на лінії Вінтертур-Кобленц та кілька житлових будинків. Електростанція Еглісау неподалік Райнсфельдена не постраждала.
- 25 грудня 1944 року загинув зв'язківець при скиданні бомби на Тайнген, коли дев'ять пілотів із бомбардувальної ескадрильї переплутали Тайнген із Зінгеном.
- 11 січня 1945 року машиніст SBB загинув під час бомбардування Сен-Готардської залізниці поблизу К'яссо.
- 22 лютого 1945 року бомбардування Штайн-ам-Райну призвело до загибелі 9 людей, 15 отримали серйозні поранення[16]
- Також 22 лютого 1945 року комуна Вальс у Граубюндені зазнала бомбардування американською авіацією помилково
- 4 березня 1945 року о 10:19 шість американських B-24 «Ліберейтор» із 392-ї бомбардувальної ескадрильї скинули бомби на район Штрикгофської сільськогосподарської школи в Цюриху-Оберштрассе. Загинули 5 людей, а 15 отримали поранення. Пілоти, мабуть, прийняли місто за Пфорцгайм[17]
- Також, згідно з офіційною версією, помилково, 4 березня 1945 року товарно-вантажна станція Вольф у Базелі зазнала бомбардування ВПС США [18]. О 10:13 дев'ять бомбардувальників B-24 Liberator з 466-ї бомбардувальної групи скинули 12,5 тонни бомб і 5 тонн запальних бомб. Від бомб постраждали квартали Гундельдінгер, Сент-Альбан та Брейте[19][20]

## Військовий трибунал
1 червня 1945 року в Англії відбувся військовий трибунал у справі про бомбардування Цюриху. Джеймс Стюарт, відомий актор, який служив під час війни пілотом В-24, головував на процесі. Обвинуваченими були провідний пілот лейтенант Вільям Р. Сінкок та один із його штурманів, лейтенант Теодор К. Балідес. Їм ставилося порушення 96-й статті про війну, саме Синкок звинувачувався у цьому, що він «неправомірно і з необережності викликав скидання бомб на дружню територію».
Суд дійшов висновку, що причиною бомбардування виявилися погодні умови та відмова обладнання; підсудних було визнано невинними.
Обвинувачі Міжнародного військового трибуналу Далекого Сходу обговорювали зазначену вище справу як прецедент для судового переслідування японських пілотів, причетних до раптового нападу на Перл-Харбор. Однак вони відмовилися від цієї ідеї після того, як дійшли висновку про відсутність документів міжнародного права, що захищають нейтральні райони та громадян від нападу з повітря.

## Репарації
У 1944 році влада США виплатила компенсацію в розмірі 4 мільйонів доларів. 21 жовтня 1949 р. Швейцарія отримала остаточне відшкодування у розмірі 62 176 433,06 швейцарських франків за всю матеріальну шкоду та тілесні ушкодження, заподіяні США у Швейцарії.